# 4 de março
4 de março é o 63.º dia do ano no calendário gregoriano (64.º em anos bissextos). Faltam 302 dias para acabar o ano.

## Eventos históricos

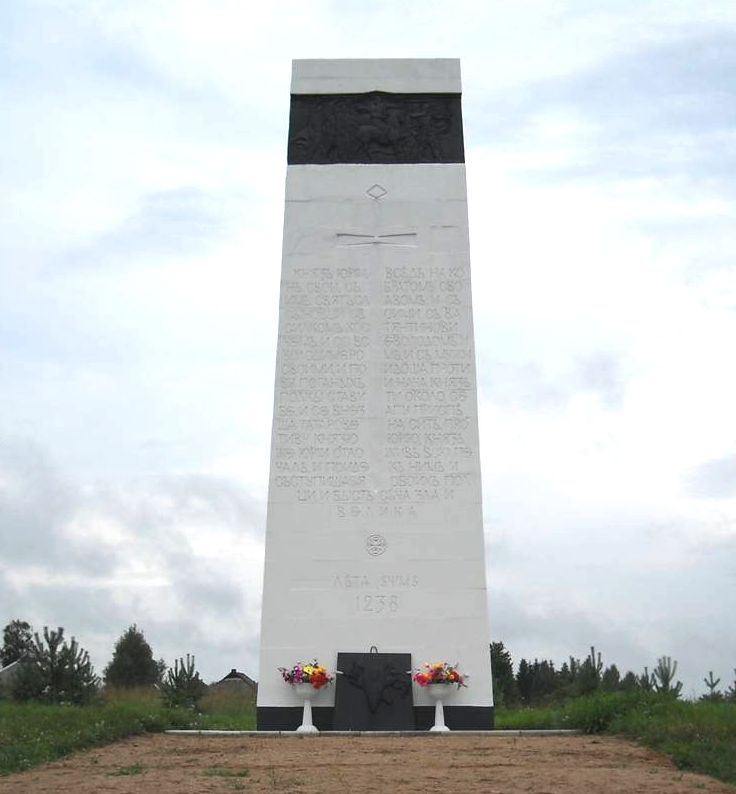
1238: Monumento no local da Batalha do Rio Sit

1774: Nebulosa de Órion

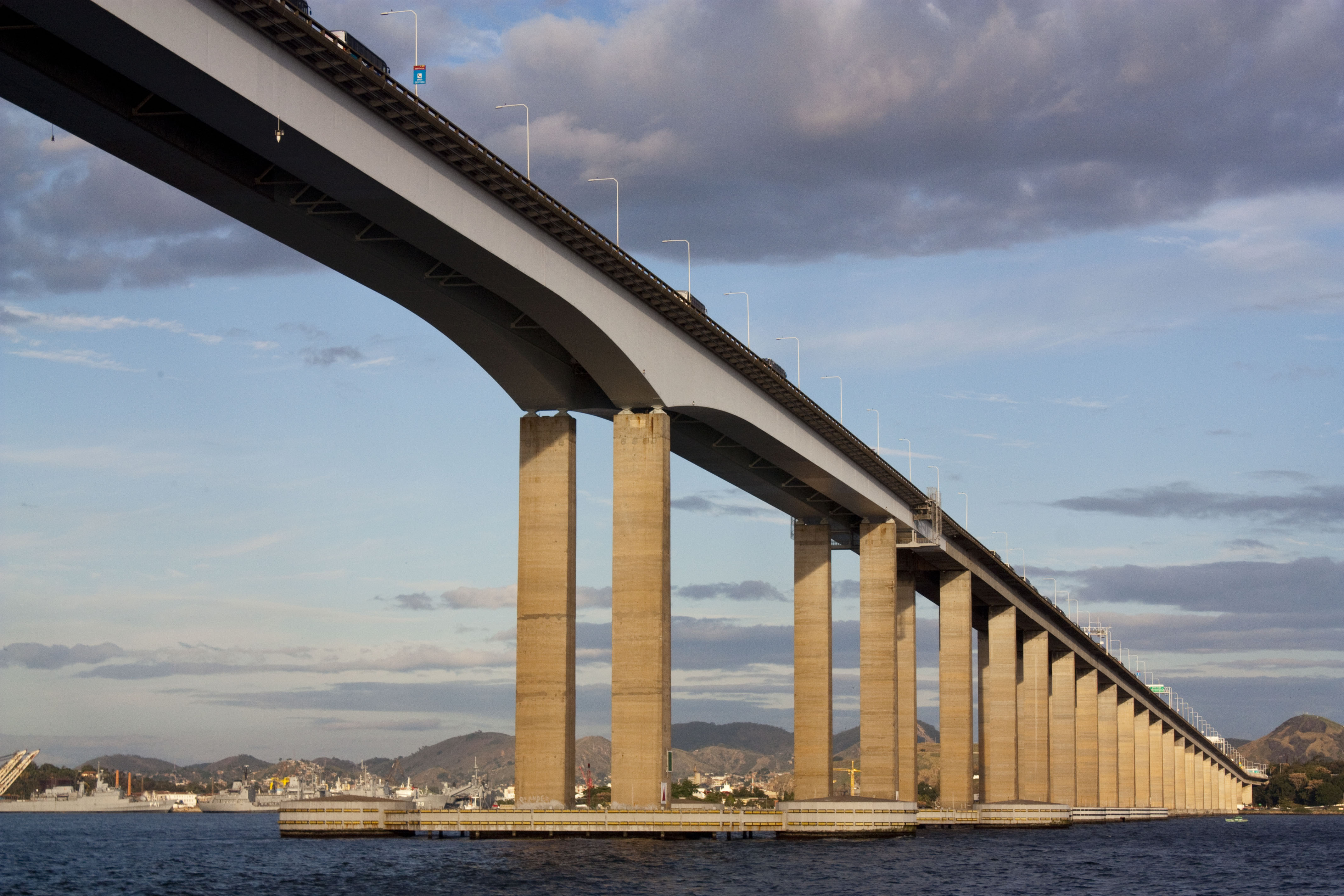
1974: Inauguração da Ponte Rio–Niterói

- 51 d.C. — Nero, que mais tarde se tornaria imperador romano, recebe o título de princeps iuventutis.
- 0306 — Martírio de Santo Adriano de Nicomédia.
- 0938 — Traslado das relíquias do mártir Venceslau I, Duque da Boêmia, Príncipe dos Tchecos.
- 1152 — Frederico I Barbarossa é eleito rei dos germanos.
- 1238 — Batalha do Rio Sit travada na parte norte da atual Oblast de Iaroslavl da Rússia entre as hordas mongóis de Batu Cã e os russos sob o comando de Jorge II de Vladimir-Susdália durante a Invasão mongol da Rússia.
- 1386 — Ladislau II Jagelão é coroado Rei da Polônia.
- 1461 — Guerra das Rosas: o rei Henrique VI de Inglaterra é deposto por seu primo, que então se torna o rei Eduardo IV.
- 1493 — Explorador Cristóvão Colombo chega a Lisboa a bordo do navio Niña após sua viagem do que são agora as Bahamas e outras ilhas do Caribe.
- 1519 — Hernán Cortés chega no México em busca da civilização Asteca e de suas riquezas.
- 1665 — Carlos II de Inglaterra declara guerra aos Países Baixos dando início à Segunda Guerra Anglo-Holandesa.
- 1774 — William Herschel é o primeiro a avistar a Nebulosa de Órion.
- 1776 — Guerra de Independência dos Estados Unidos: o Exército Continental fortifica Dorchester Heights com canhão, levando as tropas britânicas a abandonar o Cerco de Boston.
- 1789
  - José Bonifácio de Andrada e Silva é admitido como membro da Academia de Ciências de Lisboa.
  - Na cidade de Nova York, o primeiro Congresso dos Estados Unidos se reúne, colocando em vigor a Constituição dos Estados Unidos.
- 1790 — França é dividida em 83 departamentos, em substituição às antigas províncias na tentativa de erradicar os conceitos de lealdade associados às posses feudais de terras.
- 1791 — A Lei Constitucional de 1791 é introduzida pela Câmara dos Comuns britânica em Londres, que prevê a separação do Canadá em Baixo Canadá (Quebec) e Alto Canadá (Ontário).
- 1813 — Cirilo VI de Constantinopla é eleito Patriarca Ecumênico de Constantinopla.
- 1826 — Buenos Aires é escolhida capital da Argentina.
- 1848 — Carlos Alberto da Sardenha assina o Statuto Albertino que mais tarde representará a primeira constituição do Regno d'Italia.
- 1890 — Inaugurada a ponte mais longa da Grã-Bretanha, a Ponte do Forth, na Escócia, com uma extensão de 520 m, pelo Príncipe de Gales, mais tarde rei Eduardo VII.
- 1878 — O Papa Leão XIII restabelece a Igreja Católica na Escócia, recriando sés e nomeando bispos pela primeira vez desde 1603.[1]
- 1899 — Ciclone Mahina varre o norte de Cooktown, Queenslândia, com uma onda de 12 metros de altura que atinge até 5 quilômetros para o interior, matando mais de 300 pessoas.
- 1913 — Primeira Guerra dos Bálcãs: o exército grego enfrenta os turcos em Bizani, resultando em vitória dois dias depois.[2]
- 1933 — O Parlamento da Áustria é suspenso por causa de uma disputa sobre o procedimento – O chanceler Engelbert Dollfuss inicia um governo autoritário por decreto.
- 1943 — Segunda Guerra Mundial: a Batalha do Mar de Bismarck no sudoeste do Pacífico chega ao fim.
- 1944 — Segunda Guerra Mundial: a USAAF inicia uma campanha de bombardeio diurno de Berlim.
- 1957 — Introduzido o índice de bolsa de valores S&P 500, substituindo o S&P 90.
- 1960 — O cargueiro francês La Coubre explode em Havana, Cuba, matando aproximadamente 100 pessoas.
- 1962 — Um Douglas DC-7 da Caledonian Airways cai logo após a decolagem de Camarões, matando 111 pessoas – a pior queda de um DC-7.[3]
- 1966 — DC-8-43 da Canadian Pacific Air Lines explode ao pousar no Aeroporto Internacional de Tóquio, matando 64 pessoas.
- 1966 — Em entrevista ao London Evening Standard, John Lennon, dos Beatles, declara que eles são "Mais populares que Jesus".
- 1974 — Inaugurada a Ponte Rio–Niterói, com 12,9 km de extensão e vão central de 300 m, ligando as cidades do Rio de Janeiro e Niterói, no Brasil.
- 1976 — A Convenção Constitucional da Irlanda do Norte é formalmente dissolvida na Irlanda do Norte, resultando no governo direto da Irlanda do Norte por Londres pelo parlamento britânico.
- 1977 — O terremoto de Vrancea, teve uma magnitude de 7,5, no leste e sul da Europa mata mais de 1 500 pessoas, principalmente em Bucareste, Romênia.[4]
- 1980 — O líder nacionalista Robert Mugabe obtém uma vitória eleitoral arrebatadora para se tornar o primeiro primeiro-ministro negro do Zimbábue.
- 1985 — Food and Drug Administration aprova um exame de sangue para infecção por HIV, usado desde então para rastrear todas as doações de sangue nos Estados Unidos.
- 1986 — Começam a retornar as imagens do Cometa Halley e as primeiras imagens do seu núcleo feitas pela sonda espacial soviética Vega 1.
- 1990 — Ônibus Espacial: o Atlantis retorna do espaço após cumprir a missão STS-36.
- 1994 — Ônibus espacial: STS-62 (Columbia 16) é colocado em órbita.
- 1996 — Sonda NEAR Shoemaker captura imagens do Cometa Hyakutake.
- 1999 — Lançado em Paris o Manifesto 2000, por uma Cultura de Paz e Não-Violência.
- 2001 — Ponte Hintze Ribeiro em Entre-os-Rios, perto do Porto, cai. Morrem 59 pessoas.
- 2009 — Tribunal Penal Internacional (TPI) emite um mandado de prisão para o presidente sudanês, Omar al-Bashir, por crimes de guerra e crimes contra a humanidade em Darfur. Al-Bashir é o primeiro chefe de Estado em exercício do cargo a ser indiciado pelo TPI desde a sua criação em 2002.
- 2018 — Ex-espião do MI6 Sergei Skripal e sua filha são envenenados por um agente nervoso Novichok em Salisbury, Inglaterra, causando um tumulto diplomático que resulta em expulsões em massa de diplomatas de todos os países envolvidos.

## Nascimentos

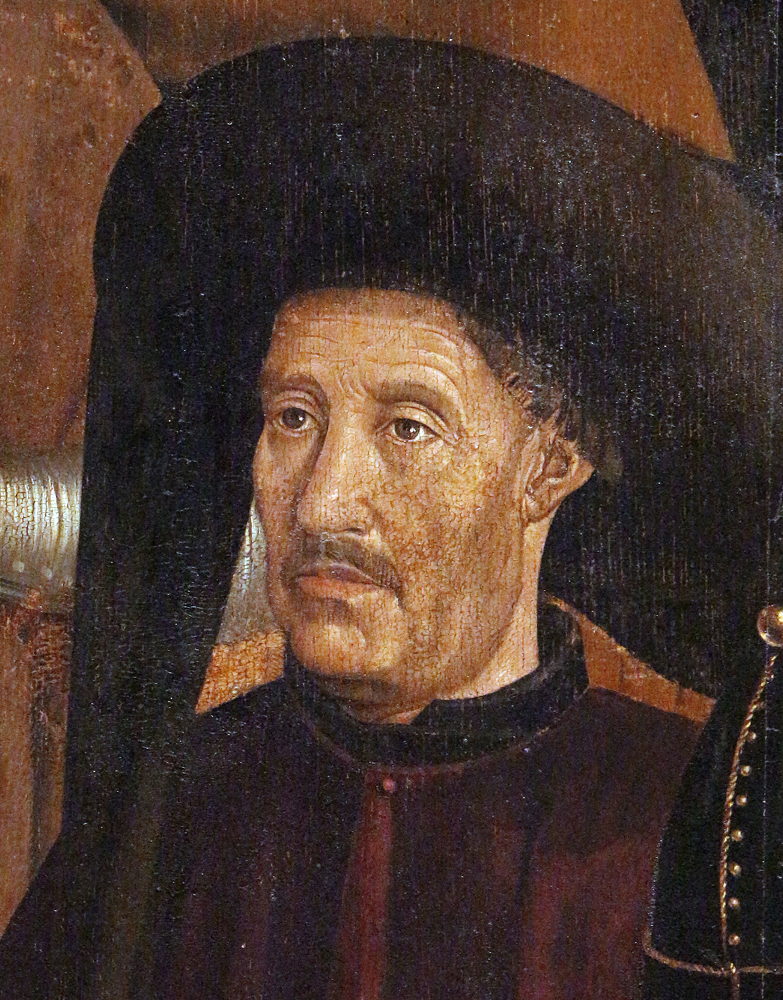
Infante Dom Henrique

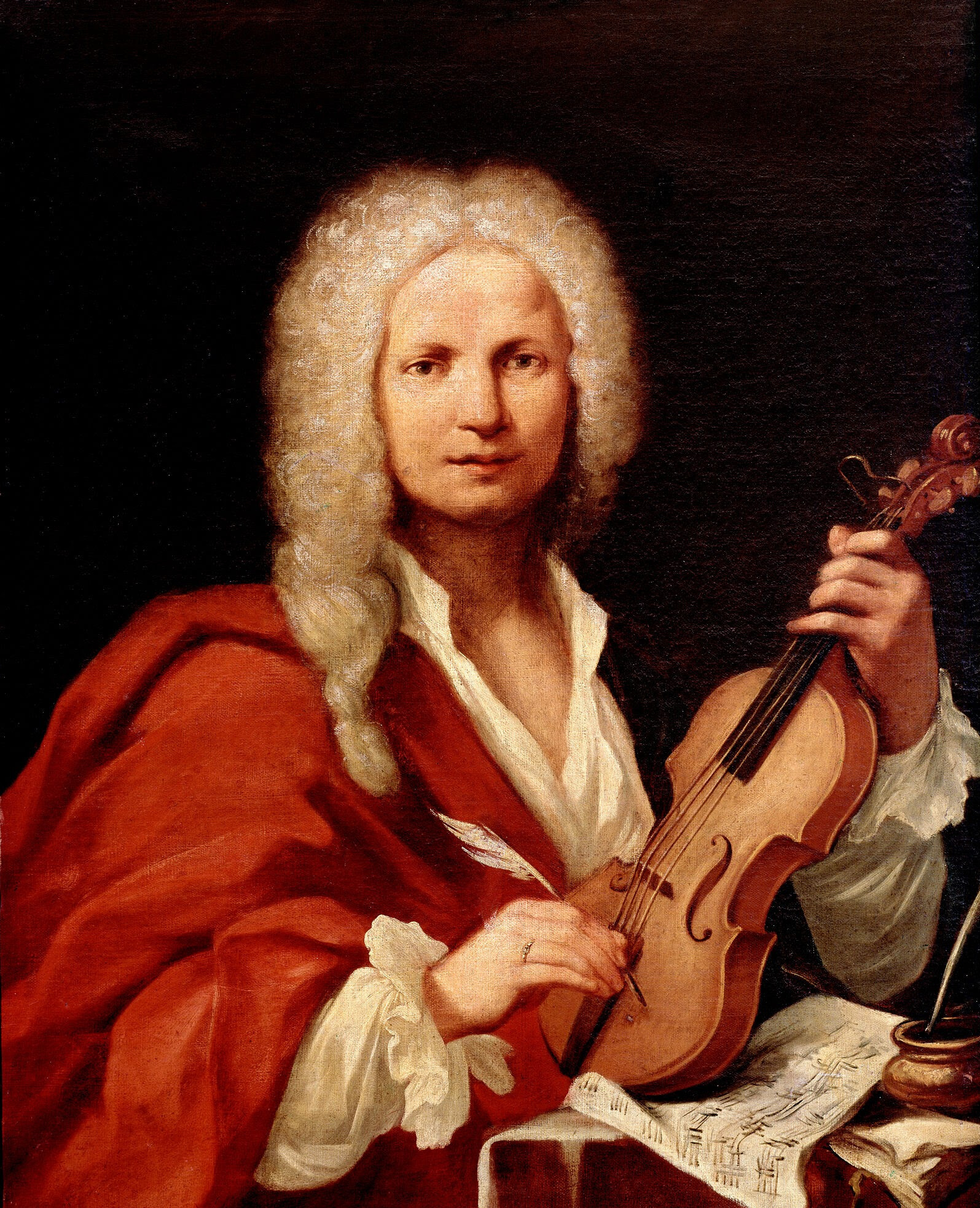
Antonio Vivaldi

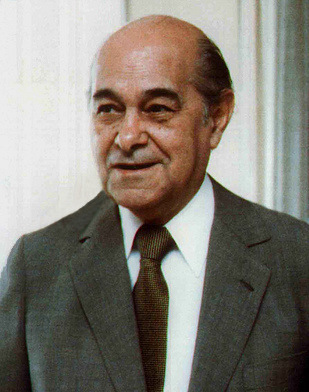
Tancredo Neves

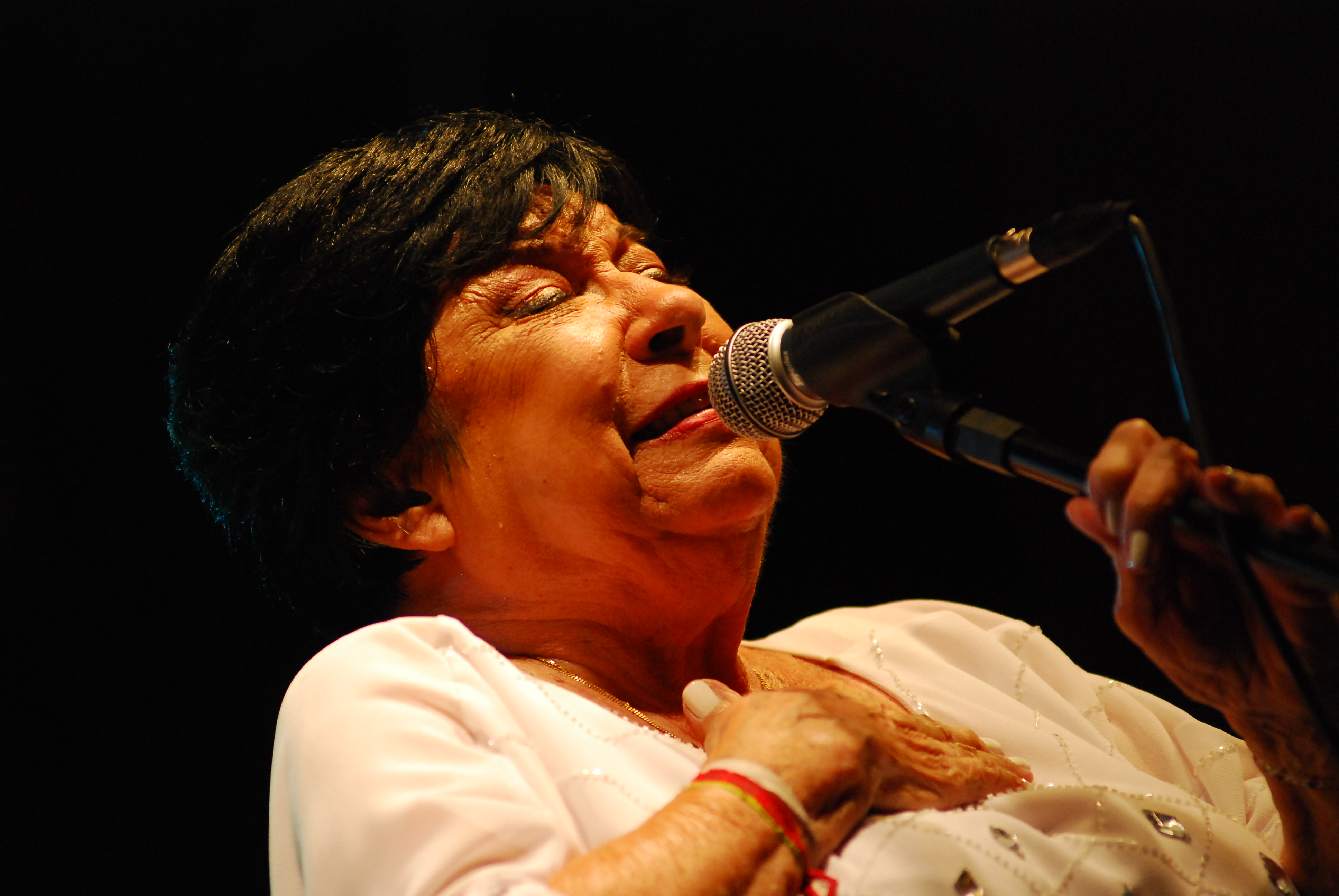
Inezita Barroso

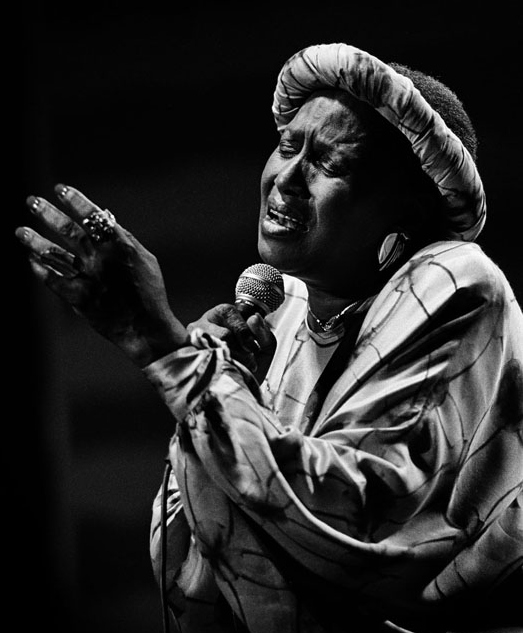
Miriam Makeba

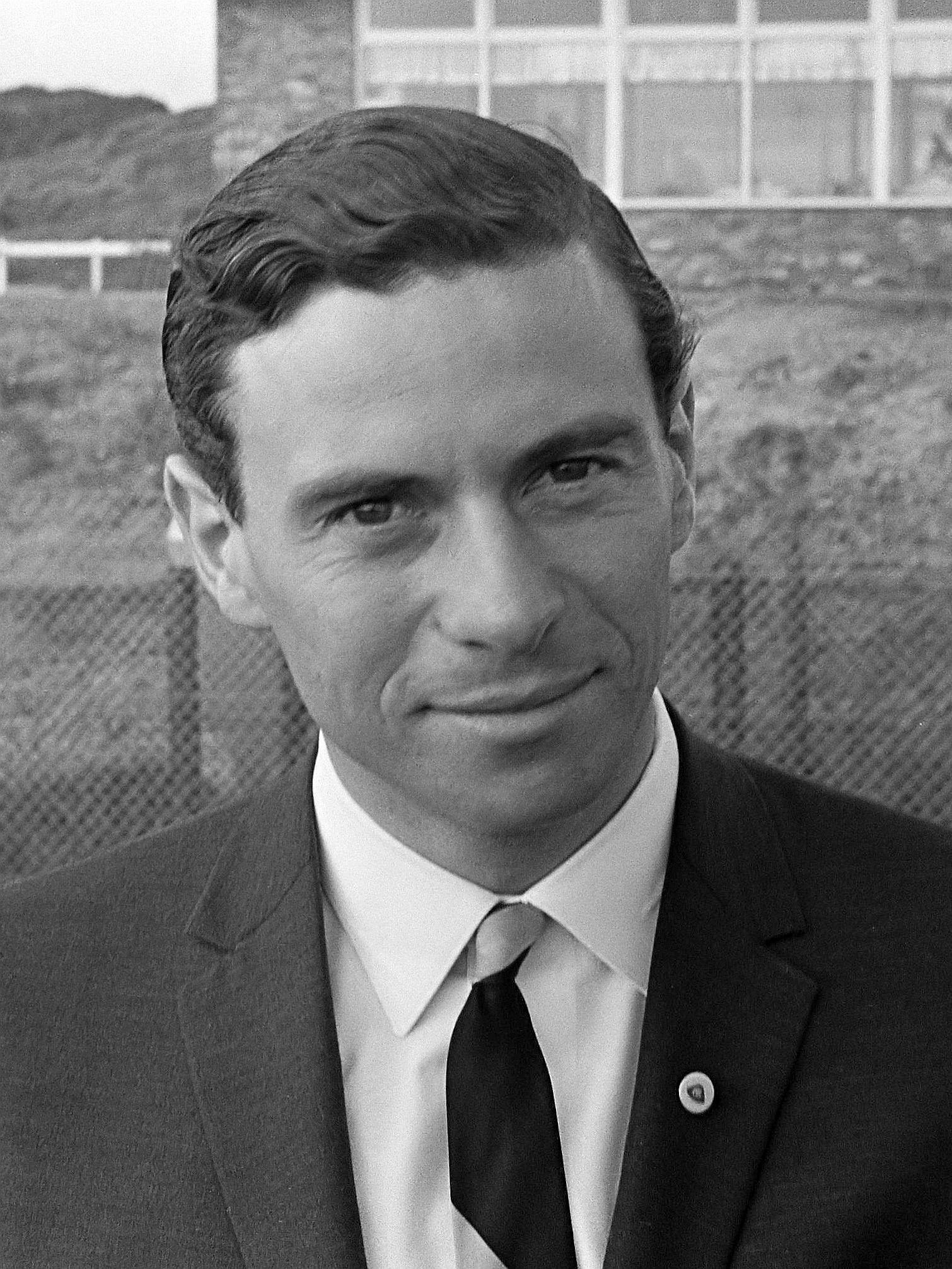
Jim Clark

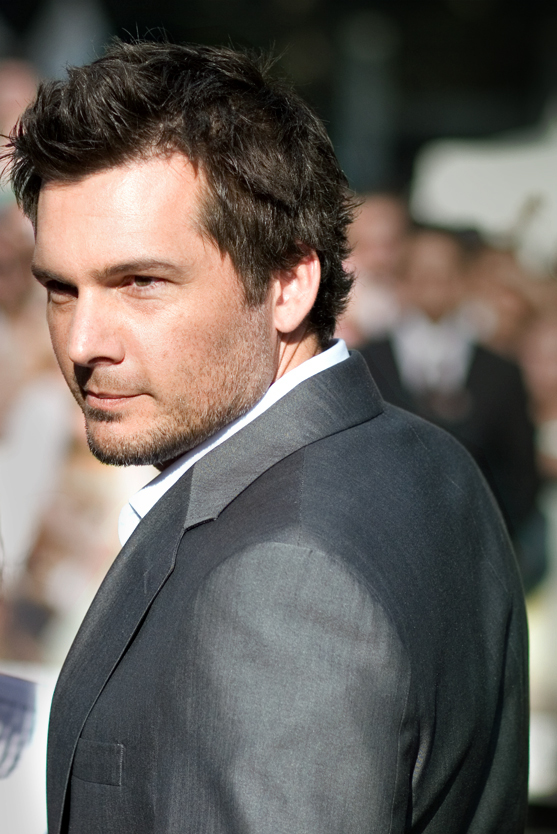
Len Wiseman

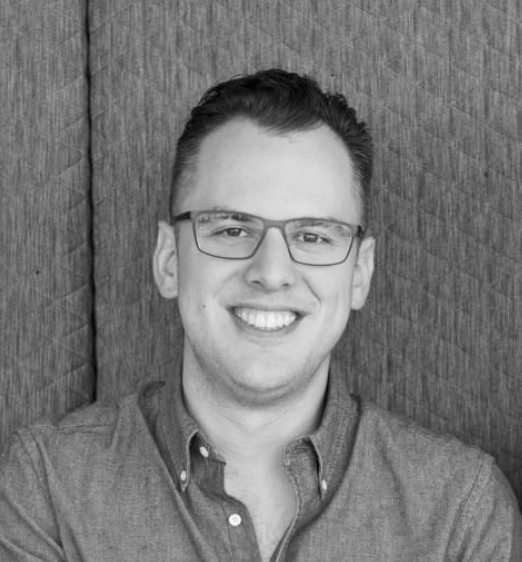
Mike Krieger

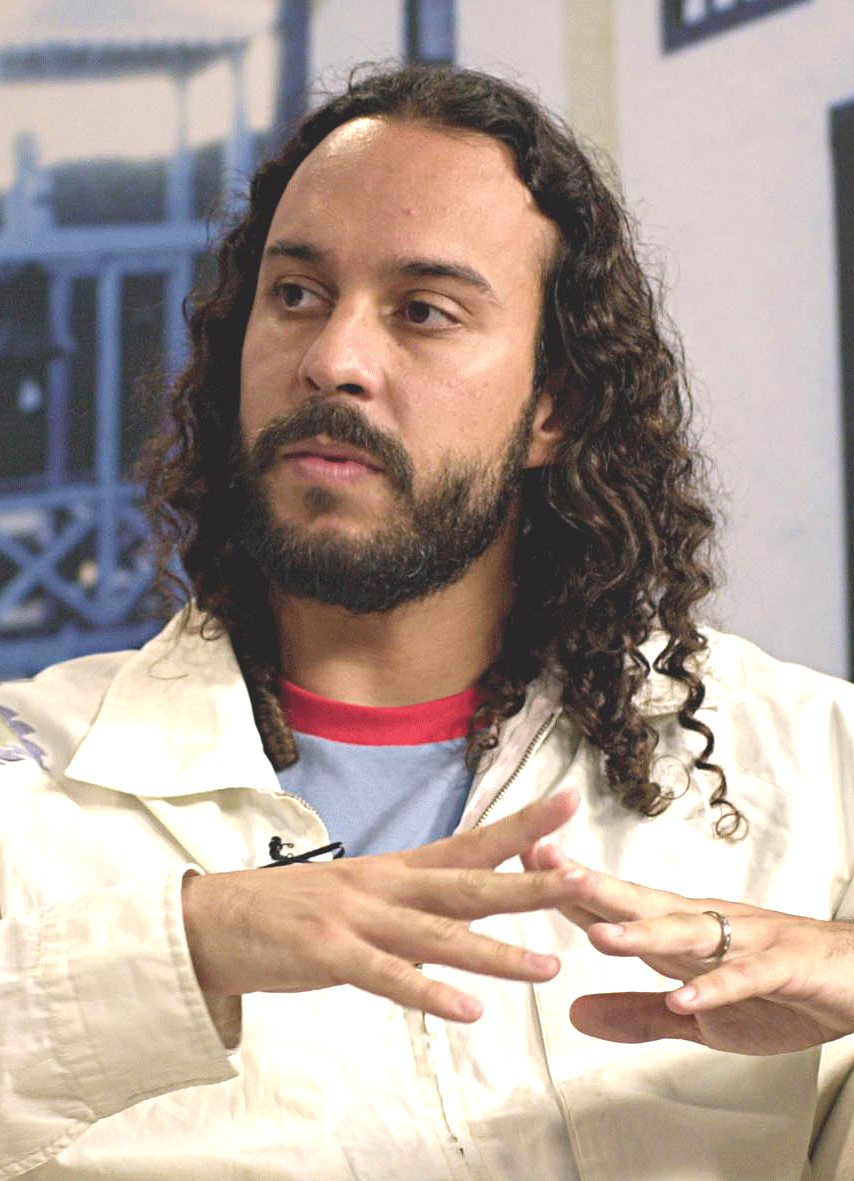
Gabriel O pensador

### Anteriores ao século XIX
- 0977 — Al-Musabbihi, historiador e oficial fatímida (m. 1030).
- 1188 — Branca de Castela, rainha consorte da França (m. 1252).
- 1394 — Henrique, Duque de Viseu, príncipe português (m. 1460).
- 1484 — Jorge, Margrave de Brandemburgo-Ansbach (m. 1543).
- 1502 — Isabel de Hesse, princesa da Saxônia (m. 1557).
- 1564 — Agostinho Ribeiro, religioso português (m. 1621).
- 1610 — William Dobson, pintor inglês (m. 1646).
- 1634 — Kazimierz Łyszczyński, filósofo polonês (m. 1689).
- 1635 — Emilia Butler, Condessa de Ossory (m. 1688).
- 1678 — Antonio Vivaldi, violinista e compositor italiano (m. 1741).
- 1702 — Jack Sheppard, criminoso britânico (m. 1724).
- 1729 — Anne d'Arpajon, aristocrata francesa (m. 1794).
- 1756 — Henry Raeburn, pintor e educador britânico (m. 1823).
- 1768 — José Joaquim Carneiro de Campos, político e diplomata brasileiro (m. 1836).
- 1769 — Maomé Ali, líder militar e paxá otomano (m. 1849).
- 1781 — Rebecca Gratz, educadora e filantropa americana (m. 1869).
- 1791 — Antônio Pais de Barros, nobre brasileiro (m. 1876).
- 1792 — Isaac Lea, conchologista, geólogo e editor americano (m. 1886).
- 1793 — Karl Lachmann, filólogo e crítico alemão (m. 1851).
- 1795 — Duarte da Ponte Ribeiro, diplomata e cartógrafo português (m. 1878).
- 1800 — Maria Sofia de Thurn e Taxis, duquesa de Württemberg (m. 1870).

### Século XIX
- 1802 — Giovanni Domenico Nardo, médico e naturalista italiano (m. 1877).
- 1803 — João Maria Ferreira do Amaral, militar português (m. 1849).
- 1812 — Manuel de Valadão Pimentel, nobre brasileiro (m. 1882).
- 1826 — John Buford, general americano (m. 1863).
- 1830 — Domingos Antônio Raiol, político brasileiro (m. 1912).
- 1831 — Carl Eduard Cramer, botânico suíço (m. 1901).
- 1851 — Alexandros Papadiamantis, escritor e poeta grego (m. 1911).
- 1854 — Napier Shaw, meteorologista e acadêmico britânico (m. 1945).
- 1856 — Alfredo Bensaúde, mineralogista e pedagogo português (m. 1941).
- 1862 — Robert Emden, astrofísico e meteorologista suíço (m. 1940).
- 1863 — Reginald Innes Pocock, zoólogo e arqueólogo britânico (m. 1947).
- 1864
  - David Watson Taylor, almirante, arquiteto e engenheiro americano (m. 1940).
  - Alejandro Lerroux, político espanhol (m. 1949).
- 1865 — Eduard Vilde, jornalista e escritor estoniano (m. 1933).
- 1866 — Eugène Cosserat, matemático e astrônomo francês (m. 1931).
- 1869 — Eugénio de Castro, poeta e escritor português (m. 1944).
- 1871 — Boris Galerkin, matemático e engenheiro russo (m. 1945).
- 1873 — Elói de Sousa, jornalista e político brasileiro (m. 1959).
- 1875
  - Mihály Károlyi, político húngaro (m. 1955).
  - Enrique Larreta, historiador e escritor argentino (m. 1961).
- 1876 — Theodore Hardeen, mágico húngaro-americano (m. 1945).
- 1877 — Garrett Morgan, inventor estadunidense (m. 1963).
- 1881 — Richard Chace Tolman, físico e químico estado-unidense (m. 1948).
- 1883
  - Maude Fealy, atriz e roteirista americana (m. 1971).
  - Sam Langford, boxeador canadense-americano (m. 1956).
- 1884 — Lee Shumway, ator americano (m. 1959).
- 1886 — Paul Bazelaire, violoncelista e compositor francês (m. 1958).
- 1887 — Gustavo da Dinamarca (m. 1944).
- 1889
  - Pearl White, atriz americana (m. 1938).
  - Hong Sa-ik, militar japonês (m. 1946).
- 1892 — Nikolai Kondratiev, economista russo (m. 1938).
- 1898
  - Georges Dumézil, filólogo e acadêmico francês (m. 1986).
  - Hans Krebs, militar alemão (m. 1945).
- 1899 — Peter Illing, ator austríaco-britânico (m. 1966).

### Século XX

#### 1901–1950
- 1903 — Malcolm Dole, químico e acadêmico americano (m. 1990).
- 1904
  - Luis Carrero Blanco, almirante e político espanhol (m. 1973).
  - George Gamow, físico e cosmologista ucraniano-americano (m. 1968).
  - Joseph Schmidt, tenor e ator austríaco-húngaro (m. 1942).
- 1905 — Jorge Pardón, futebolista peruano (m. 1977).
- 1906
  - George Ronsse, ciclista e treinador belga (m. 1969).
  - Fernando Pio dos Santos, historiador e escritor brasileiro (m. 1987).
- 1908 — Theodore Manson Howard, cirurgião e ativista americano (m. 1976).
- 1909 — George Edward Holbrook, químico e engenheiro americano (m. 1987).
- 1910 — Tancredo Neves, advogado e político brasileiro (m. 1985).
- 1913
  - John Garfield, ator e cantor estado-unidense (m. 1952).
  - Taos Amrouche, escritora e cantora argelina (m. 1976).
- 1914
  - Barbara Newhall Follett, escritora americana (m. 1939).
  - Ward Kimball, animador, produtor e roteirista americano (m. 2002).
  - Robert Rathbun Wilson, físico, escultor e arquiteto americano (m. 2000).
  - Gino Colaussi, futebolista italiano (m. 1991).
- 1915 — László Csizsik-Csatáry, negociante de arte húngaro (m. 2013).
- 1916
  - Giorgio Bassani, escritor e poeta italiano (m. 2000).
  - Hans Eysenck, psicólogo e teórico teuto-britânico (m. 1997).
- 1918
  - Kurt Dahlmann, aviador, advogado e jornalista alemão (m. 2017).
  - Margaret duPont, tenista estado-unidense (m. 2012).
- 1919 — Buck Baker, automobilista estado-unidense (m. 2002).
- 1921
  - Halim El-Dabh, compositor e educador egípcio-americano (m. 2017).
  - Dinny Pails, tenista anglo-australiano (m. 1986).
  - Ademilde Fonseca, cantora brasileira (m. 2012).
- 1922 — Xenia Stad-de Jong, atleta neerlandesa (m. 2012).
- 1924 — Francisco Austregésilo de Mesquita Filho, religioso brasileiro (m. 2006).
- 1925
  - Alan Battersby, químico e acadêmico britânico (m. 2018).
  - Inezita Barroso, cantora e apresentadora brasileira (m. 2015).
  - Paul Mauriat, maestro e compositor francês (m. 2006).
- 1926
  - Michel de Bourbon-Parme, empresário, militar e automobilista francês (m. 2018).
  - Richard DeVos, empresário e filantropo americano (m. 2018).
- 1927 — Dick Savitt, tenista e empresário americano (m. 2023).
- 1928 — Samuel Hans Adler, compositor e maestro teuto-americano.
- 1929 — Bernard Haitink, violinista e maestro neerlandês (m. 2021).
- 1931 — William Henry Keeler, cardeal estado-unidense (m. 2017).
- 1932
  - Ryszard Kapuściński, jornalista, fotógrafo e poeta polonês (m. 2007).
  - Miriam Makeba, cantora, compositora e atriz sul-africana (m. 2008).
  - Ed Roth, ilustrador americano (m. 2001).
  - Frank Wells, empresário americano (m. 1994).
- 1933 — Nino Vaccarella, automobilista italiano (m. 2021).
- 1934
  - Anne Haney, atriz americana (m. 2001).
  - Barbara McNair, cantora e atriz estado-unidense (m. 2007).
- 1935 — Bent Larsen, enxadrista e escritor dinamarquês (m. 2010).
- 1936
  - Jim Clark, automobilista britânico (m. 1968).
  - Irala, padre, músico e escritor paraguaio (m. 2024).
  - Aribert Reimann, compositor e pianista alemão (m. 2024).
- 1937 — José Araquistáin, ex-futebolista espanhol.
- 1938 — Alpha Condé, político guineense.
- 1939
  - Sandra Reynolds, ex-tenista sul-africana.
  - Robert Shaye, produtor cinematográfico americano.
  - Carlos Vereza, ator brasileiro.
- 1940 — Ivete Bonfá, atriz brasileira (m. 1991).
- 1941
  - John Hancock, ator americano (m. 1992).
  - Yuri Simonov, maestro russo.
  - Adrian Lyne, diretor, produtor e roteirista britânico.
- 1943 — Lucio Dalla, compositor, cantor e ator italiano (m. 2012).
- 1944
  - Harvey Postlethwaite, engenheiro britânico (m. 1999).
  - Bobby Womack, cantor e compositor americano (m. 2014).
- 1945
  - Tommy Svensson, ex-futebolista e treinador de futebol sueco.
  - Femi Benussi, atriz italiana.
- 1946
  - Michael Ashcroft, empresário e político britânico.
  - Dadá Maravilha, ex-futebolista brasileiro.
  - Harvey Goldsmith, empresário britânico.
  - Márcio Souza, jornalista brasileiro (m. 2024).
  - Edgard Poças, compositor, cantor e maestro brasileiro.
- 1947
  - David Franzoni, roteirista e produtor de cinema estado-unidense.
  - Jan Garbarek, saxofonista e compositor norueguês.
- 1948
  - James Ellroy, escritor americano.
  - Chris Squire, cantor, compositor e baixista britânico (m. 2015).
  - Shakin' Stevens, cantor e compositor britânico.
  - Edson Taschetto Damian, religioso brasileiro.
- 1949
  - Genowefa Wiśniowska, política polonesa.
  - Sergei Bagapsh, político abecásio (m. 2011).
- 1950
  - Ofelia Medina, atriz e roteirista mexicana.
  - Juca Kfouri, jornalista esportivo brasileiro.
  - Rick Perry, capitão e político americano.
  - José Bogalheiro, produtor cinematográfico português.
  - Babo Kabasu, ex-futebolista congolês.

#### 1951–2000
- 1951
  - Chris Rea, cantor, compositor e guitarrista britânico.
  - Kenny Dalglish, ex-futebolista e treinador de futebol britânico.
  - Zoran Žižić, político montenegrino (m. 2013).
- 1952
  - Renato Matos, artista brasileiro.
  - Umberto Tozzi, cantor, compositor e produtor musical italiano.
- 1953
  - Robert Scott Hicks, diretor de cinema australiano.
  - Agustí Villaronga, ator, diretor e roteirista espanhol (m. 2023).
- 1954
  - Timur Apakidze, general e aviador russo (m. 2001).
  - François Fillon, advogado e político francês.
  - Catherine O'Hara, atriz e comediante canadense-americana.
- 1955
  - Joey Jones, ex-futebolista e treinador de futebol britânico.
  - Marcelo Oliveira, ex-futebolista e treinador de futebol brasileiro.
  - Dominique Pinon, ator francês.
- 1956 — Carlos Roberto Gallo, ex-futebolista brasileiro.
- 1957 — Mykelti Williamson, ator e diretor americano.
- 1958
  - Madleen Kane, cantora e modelo sueca.
  - Patricia Heaton, atriz estado-unidense.
  - Tina Smith, política americana.
- 1959
  - Eduardo Siqueira Campos, político brasileiro.
  - Romeo Zondervan, ex-futebolista neerlandês.
  - Marcos Nogueira Eberlin, químico brasileiro.
  - Plamen Getov, ex-futebolista búlgaro.
- 1960 — Kazimierz Matuszny, político polonês.
- 1961 — Ray Mancini, pugilista estado-unidense.
- 1962
  - Marcelo Viana, matemático brasileiro.
  - Simon Bisley, desenhista britânico.
  - Mirsad Baljić, ex-futebolista bósnio.
  - Paulo Guarnieri, ator, empresário e dramaturgo brasileiro.
- 1963
  - José Luís Arnaut, político português.
  - Jason Newsted, cantor, compositor e baixista estado-unidense.
  - Daniel Roebuck, ator estado-unidense.
  - Barbara Bubula, política polonesa.
- 1964
  - Fadel Jilal, ex-futebolista marroquino.
  - Alda Célia, cantora brasileira.
  - Emilia Eberle, ex-ginasta romena.
  - Paolo Virzì, ator, roteirista e cineasta italiano.
- 1965
  - Paul W. S. Anderson, diretor, produtor e roteirista britânico.
  - Khaled Hosseini, escritor e médico afegão-americano.
  - Yuri Lonchakov, aviador e cosmonauta russo.
- 1967
  - Evan Dando, cantor, compositor e guitarrista americano.
  - Sam Taylor-Johnson, cineasta e fotógrafa britânica.
  - Kubilay Türkyılmaz, ex-futebolista suíço.
- 1968
  - Patsy Kensit, modelo e atriz britânica.
  - Kyriákos Mitsotákis, banqueiro e político grego.
- 1969 — Pierluigi Casiraghi, ex-futebolista e treinador de futebol italiano.
- 1970
  - Álex Crivillé, ex-motociclista espanhol.
  - Caroline Vis, ex-tenista neerlandesa.
- 1971
  - Tweet, cantora estado-unidense.
  - Satoshi Motoyama, automobilista japonês.
  - Marius Şumudică, ex-futebolista e treinador de futebol romeno.
  - Berta Cáceres, ativista hondurenha (m. 2016).
- 1972
  - Nocturno Culto, cantor, compositor e guitarrista norueguês.
  - Ivy Queen, cantora, compositora, rapper, atriz e produtora musical porto-riquenha.
  - Jos Verstappen, ex-automobilista neerlandês.
- 1973
  - Len Wiseman, diretor, produtor e roteirista estado-unidense.
  - Massimo Brambilla, ex-futebolista e treinador de futebol italiano.
- 1974
  - Ariel Ortega, ex-futebolista argentino.
  - Dill, ex-futebolista brasileiro.
  - Gabriel, o Pensador, cantor e compositor brasileiro.
  - Quinzinho, futebolista angolano (m. 2019).
  - Karol Kučera, ex-tenista eslovaco.
  - Mladen Krstajić, ex-futebolista e treinador de futebol sérvio.
- 1975
  - Roger Machado, ex-jogador e treinador de futebol.
  - Patrick Femerling, ex-jogador de basquete alemão.
  - Antti Aalto,ex- jogador de hóquei no gelo finlandês.
  - Kristi Harrower, ex-jogadora de basquete australiana.
- 1976 — Robbie Blake, ex-futebolista britânico.
- 1977 — Ana Guevara, ex-velocista mexicana.
- 1979
  - Sarah Stock, lutadora e treinadora canadense.
  - Simão Morgado, nadador português.
  - André Nascimento, ex-jogador de voleibol brasileiro.
  - Viatcheslav Malafeyev, ex-futebolista russo.
  - Jon Fratelli, músico e compositor britânico.
- 1980
  - Alex Garcia, jogador de basquete brasileiro.
  - Daniele Mattielig, ex-futebolista italiano.
  - Rohan Bopanna, tenista indiano.
  - Jung Da Bin, atriz sul-coreana (m. 2007).
  - Omar Bravo, ex-futebolista mexicano.
  - Scott Hamilton, jogador de rugby neozelandês.
  - Aja Volkman, cantora e compositora estado-unidense.
- 1981 — Ariza Makukula, ex-futebolista português.
- 1982
  - Lyudmila Grebenkova, ex-ginasta russa.
  - Souza, ex-futebolista brasileiro.
  - Landon Donovan, ex-futebolista estado-unidense.
  - Antti Pehkonen, ex-futebolista finlandês.
- 1983
  - Drew Houston, bilionário e empresário da Internet americano.
  - Esteban Conde, futebolista uruguaio.
- 1984
  - Tamir Cohen, ex-futebolista israelense.
  - Marin Čolak, automobilista croata.
- 1985
  - Whitney Port, designer de moda e escritora americana.
  - Mathieu Montcourt, tenista francês (m. 2009).
  - Oliver Konsa, futebolista estoniano.
  - Scott Michael Foster, ator e cantor estado-unidense.
- 1986
  - Mike Krieger, programador de computador e empresário brasileiro-americano.
  - Pedro Quiñónez, futebolista equatoriano.
  - Tom De Mul, ex-futebolista belga.
  - Bohdan Shust, futebolista ucraniano.
  - Audrey Esparza, atriz estado-unidense.
  - Pablo Zeballos, futebolista paraguaio.
  - Margo Harshman, atriz estado-unidense.
- 1987
  - Theódór Elmar Bjarnason, futebolista islandês.
  - William Njovu, futebolista zambiano.
  - Tamzin Merchant, atriz britânica.
- 1988
  - Steven Burke, ex-ciclista de estrada e pista britânico.
  - Joshua Bowman, ator britânico.
  - Laura Siegemund, tenista alemã.
  - Cody Longo, ator e músico norte-americano (m. 2023).
- 1990
  - Andrea Bowen, atriz americana.
  - Fran Mérida, futebolista espanhol.
  - Draymond Green, jogador de basquete estado-unidense.
- 1991
  - Carles Planas, futebolista espanhol.
  - George Chigova, futebolista zimbabuano (m. 2023).
- 1992
  - Jazmin Grace Grimaldi, atriz e cantora monegasca.
  - Bernd Leno, futebolista alemão.
  - Erik Lamela, futebolista argentino.
- 1993
  - Jenna Boyd, atriz estado-unidense.
  - Piruka, rapper português.
  - Giuliana Olmos, tenista mexicana.
- 1994
  - Thalles Cabral, ator, diretor, cantor e roteirista brasileiro.
  - Luisito Pie, taekwondista dominicano.
- 1995
  - Chlöe Howl, cantora e compositora britânica.
  - David Lucas, ator brasileiro.
  - Bill Milner, ator britânico.
- 1996
  - Timo Baumgartl, futebolista alemão.
  - Diego Pablo Sevilla, ciclista espanhol.
- 1997 — Jhonatan Narváez, ciclista equatoriano.
- 1998 — Petar Musa, futebolista croata.
- 1999
  - Bianca Costa, cantora brasileira.
  - Bo Bendsneyder, motociclista neerlandês.
- 2000 — Hana Taguchi, cantora japonesa.

### Século XXI
- 2001 — Freya Anderson, nadadora britânica.
- 2003 — Édouard Michut,  futebolista francês.

## Mortes

### Anteriores ao século XIX
- 0306 — Adriano e Natália de Nicomédia, mártires cristãos (n. ?).
- 0561 — Papa Pelágio I (n. 505).
- 0934 — Abedalá Almadi Bilá, califa fatímida (n. 873).
- 1172 — Estêvão III da Hungria (n. 1147).
- 1193 — Saladino, fundador do Sultanato aiúbida (n. 1137).
- 1238
  - Joana de Inglaterra, rainha da Escócia (n. 1210).
  - Jorge II de Vladimir (n. 1189).
- 1303 — Daniel de Moscou (n. 1261).
- 1371 — Joana de Évreux, rainha consorte da França (n. 1307).
- 1484 — São Casimiro, príncipe polonês (n. 1458).
- 1583 — Bernard Gilpin, padre e teólogo inglês (n. 1517).
- 1604 — Fausto Socino, teólogo e educador italiano (n. 1539).
- 1615 — Hans von Aachen, pintor e educador alemão (n. 1552).
- 1724 — Leonor Juliana de Brandemburgo-Ansbach, duquesa de Württemberg-Winnental (n. 1663).
- 1744 — John Anstis, historiador e político britânico (n. 1669).
- 1793 — Luís João Maria de Bourbon, Duque de Penthièvre (n. 1725).

### Século XIX
- 1805 — Jean-Baptiste Greuze, pintor francês (n. 1725).
- 1807 — Abraham Baldwin, pastor, advogado e político americano (n. 1754).
- 1811 — Mariano Moreno, jornalista, advogado e político argentino (n. 1778).
- 1815 — Frances Abington, atriz britânica (n. 1737).
- 1821 — Isabel de Clarence, princesa do Reino Unido (n. 1820).
- 1832 — Jean-François Champollion, filólogo e estudioso francês (n. 1790).
- 1852 — Nikolai Gogol, escritor de contos, romancista e dramaturgo ucraniano-russo (n. 1809).
- 1853 — Christian Leopold von Buch, geólogo e paleontólogo alemão (n. 1774).
- 1858 — Matthew C. Perry, comandante naval estado-unidense (n. 1794).
- 1873 — Augusto, Duque de Dalarna (n. 1831).
- 1883 — Alexander H. Stephens, advogado e político americano (n. 1812).
- 1888 — Amos Bronson Alcott, filósofo e educador estado-unidense (n. 1799).
- 1897 — Antônio Moreira César, militar brasileiro (n. 1850).

### Século XX
- 1910 — Knut Ångström, físico sueco (n. 1857).
- 1915 — William Willett, inventor britânico (n. 1856).
- 1916 — Franz Marc, pintor alemão (n. 1880).
- 1918 — Leandro Gomes de Barros, escritor brasileiro (n. 1865).
- 1925
  - Moritz Moszkowski, pianista e compositor polonês-alemão (n. 1854).
  - John Montgomery Ward, jogador e empresário de beisebol americano (n. 1860).
- 1927
  - Ira Remsen, químico e acadêmico americano (n. 1846).
  - Augustin Nicolas Gilbert, médico francês (n. 1858).
- 1928
  - Aubrey Strahan, geólogo britânico (n. 1852).
  - Sven Magnus Aurivillius, zoólogo sueco (n. 1892).
- 1938 — George Foster Peabody, banqueiro e filantropo americano (n. 1852).
- 1939 — Luz de Almeida, político português (n. 1867).
- 1941 — Ludwig Quidde, ativista e político alemão, ganhador do Prêmio Nobel (n. 1858).
- 1944 — "Fannie" Barrier Williams, educadora e ativista americana (n. 1855).
- 1945 — Mark Sandrich, diretor, produtor e roteirista norte-americano (n. 1900).
- 1948
  - Antonin Artaud, ator e diretor francês (n. 1896).
  - Elsa Brändström, enfermeira sueca (n. 1888).
- 1949 — Clarence Kingsbury, ciclista britânico (n. 1903).
- 1952 — Charles Scott Sherrington, neurofisiologista e patologista britânico, ganhador do Prêmio Nobel (n. 1857).
- 1963 — William Carlos Williams, poeta, contista e ensaísta americano (n. 1883).
- 1967 — Michel Plancherel, matemático suíço (n. 1885).
- 1969 — Nicholas Schenck, empresário russo-americano (n. 1881).
- 1974
  - Adolph Gottlieb, pintor e escultor americano (n. 1881).
  - Bill Aston, automobilista britânico (n. 1900).
- 1976 — Walter Schottky, físico e engenheiro suíço-alemão (n. 1886).
- 1977
  - Andrés Caicedo, escritor, poeta e dramaturgo colombiano (n. 1951).
  - Lutz Schwerin von Krosigk, jurista e político alemão (n. 1887).
- 1978 — Wesley Bolin, empresário e político americano (n. 1909).
- 1981
  - Torin Thatcher, ator americano (n. 1905).
  - Karl-Jesko von Puttkamer, almirante alemão (n. 1900).
- 1986
  - Richard Manuel, cantor, compositor e pianista canadense (n. 1943).
  - Ding Ling, escritora chinesa (n. 1904).
  - Albert Lehninger, bioquímico e acadêmico estado-unidense (n. 1917).
  - Lyudmila Rudenko, enxadrista russa (n. 1904).
- 1988 — Beatriz Guido, escritor e roteirista argentino (n. 1924).
- 1989 — Genolino Amado, escritor brasileiro (n. 1902).
- 1992
  - Art Babbitt, animador e diretor americano (n. 1907).
  - Néstor Almendros, diretor de fotografia espanhol (n. 1930).
- 1994 — John Candy, comediante e ator canadense (n. 1950).
- 1997 — Robert Henry Dicke, físico e astrônomo americano (n. 1916).
- 1999
  - Del Close, ator e educador americano (n. 1934).
  - Fritz Honegger, político suíço (n. 1917).

### Século XXI
- 2001
  - Jean Bazaine, pintor e escritor francês (n. 1904).
  - Glenn M. Hughes, cantor estado-unidense (n. 1950).
- 2002 — Velibor Vasović, futebolista e treinador sérvio (n. 1939).
- 2003
  - Celly Campello, cantora brasileira (n. 1942).
  - Lindanor Celina, escritora brasileira (n. 1917).
  - Carlos Kurt, ator e humorista brasileiro (n. 1933).
  - Sébastien Japrisot, escritor, roteirista e diretor francês (n. 1931).
  - Oliver Payne Pearson, zoólogo e etólogo estado-unidense (n. 1915).
  - Mário Machado de Lemos, político brasileiro (n. 1922).
- 2004 — Claude Nougaro, cantor e compositor francês (n. 1929).
- 2007
  - Thomas Eagleton, advogado e político americano (n. 1929).
  - Sunil Kumar Mahato, político indiano (n. 1966).
- 2008
  - Gary Gygax, designer de jogos americano (n. 1938).
  - Leonard Rosenman, compositor e maestro estado-unidense (n. 1924).
- 2009 — Horton Foote, dramaturgo e roteirista americano (n. 1916).
- 2010
  - Raimund Abraham, arquiteto e educador austríaco (n. 1933).
  - Johnny Alf, pianista e compositor brasileiro (n. 1929).
  - Vladislav Ardzinba, historiador e político abecásio (n. 1945).
  - Joaquim Fiúza, velejador português (n. 1908).
- 2011
  - Krishna Prasad Bhattarai, jornalista e político nepalês (n. 1924).
  - Vivienne Harris, jornalista e editora britânica (n. 1921).
  - Ed Manning, jogador e treinador de basquete americano (n. 1943).
  - Arjun Singh, político indiano (n. 1930).
  - Alenush Terian, astrônoma e física iraniana (n. 1920).
  - Simon van der Meer, físico e acadêmico neerlandês-suíço, ganhador do Prêmio Nobel (n. 1925).
- 2014
  - Mark Freidkin, escritor e poeta russo (n. 1953).
  - Elaine Kellett-Bowman, advogada e política britânica (n. 1923).
- 2015 — Karl-Alfred Jacobsson, futebolista americano (n. 1926).
- 2016
  - Bud Collins, jornalista e comentarista esportivo americano (n. 1929).
  - Pat Conroy, escritor americano (n. 1945).
- 2017 — Alberto Villalta, futebolista salvadorenho (n. 1947).
- 2018 — Davide Astori, futebolista italiano (n. 1987).
- 2019
  - Keith Flint, cantor britânico (n. 1969).
  - Luke Perry, ator americano (n. 1966).
- 2020 — Javier Pérez de Cuéllar, político e diplomata peruano (n. 1920).
- 2021 — Zygmunt Hanusik, ciclista polonês (n. 1945).
- 2025 — Affonso Romano de Sant'Anna, escritor e poeta brasileiro (n. 1937)

## Feriados e eventos cíclicos
- Dia Internacional da Conscientização sobre o HPV
- Dia Mundial da Engenharia para o Desenvolvimento Sustentável
- Dia Mundial da Obesidade

### Portugal
- Atribuição do foral - Manteigas

### Cristianismo
- Casimiro de Cracóvia
- Giovanni Antonio Farina
- Humberto III, Conde de Saboia

## Outros calendários
- No calendário romano era o 4.º dia (IV) antes das nonas de março.
- No calendário litúrgico tem a letra dominical G para o dia da semana.
- No calendário gregoriano a epacta do dia é xxvii.